# 130 years of IOPS
Il 130 years of IOPS è un torneo professionistico di tennis giocato su campi in cemento. Fa parte dell'ITF Women's Circuit. Si gioca annualmente a Mosca in Russia.

## Albo d'oro

### Singolare
| Anno | Campionessa         | Finalista        | Punteggio     |
| ---- | ------------------- | ---------------- | ------------- |
| 2012 | Margarita Gasparjan | Çağla Büyükakçay | 6–3, 4–6, 6–1 |

### Doppio
| Anno | Campionesse                | Finaliste                            | Punteggio        |
| ---- | -------------------------- | ------------------------------------ | ---------------- |
| 2012 | Paula Kania Polina Pekhova | Tatiana Kotelnikova Lіdzіja Marozava | 6–4, 3–6, [10–7] |